# Carina (Queensland)
 (janvier 2016).
Améliorez-le ou discutez des points à vérifier. 
Pour les articles homonymes, voir Carina.
Carina est une ville située dans la banlieue de Brisbane, Australie. À 7 kilomètres à l'est du centre d'affaires de Brisbane, ainsi que limitrophe de Carindale (en), Carina Heights (en), Cannon Hill (en) et Camp Hill (en).
Ville principalement résidentielle, elle abrite le Clem Jones Centre (complexe sportif) et le Brisbane City Council Bus Depot sur Creek Road. Elle accueille également le Carina Tigers Rugby League Football Club.

## Toponymie
Carina tient son nom d'une ferme construite sur Creek Road dans les années 1850, son propriétaire, Ebenezer Thorn, ayant lui-même nommé sa ferme d'après le prénom de sa fille Kate Carina,.

## Histoire
Carina était à l'origine habitée par les Murris (en) et plus probablement par les Jageras (en).

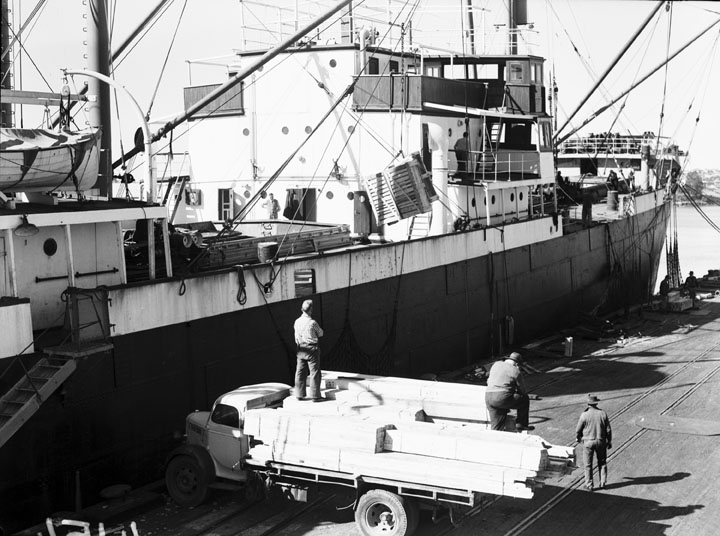
Le SS Marilu transportant des maisons préfabriquées pour la Queensland Housing Commission pour Carina depuis Gênes en Italie, juin 1952.

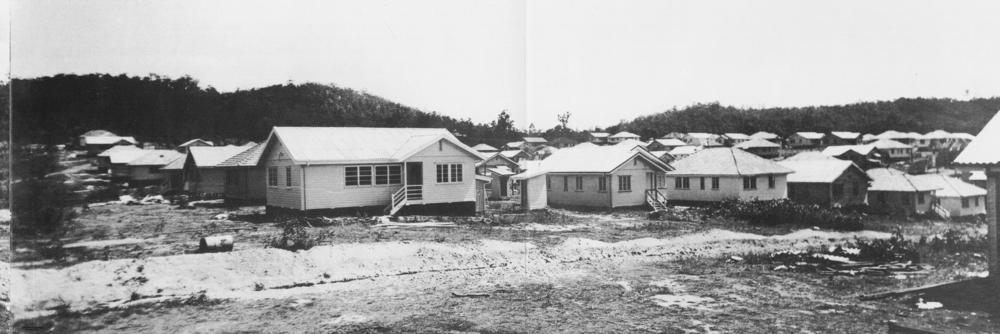
Préfabriquées italiens, projet de logement public, 1952.

Tout d'abord colonisées par les européens, dans les années 1850, principalement pour l'agriculture et l'exploitation du bois. Sa croissance intervient durant les années 1880 et au début des années 1900, quand elle était la principale colonie du Comté de Belmont. La zone reste principalement rurale jusqu'à la Seconde Guerre mondiale mais la construction de logements sociaux a contribué à une augmentation rapide de la population dans les années 1950 et 60.
L'un des projets de logements publics, en 1952, faisait appel à l'utilisation de maisons préfabriquées depuis l'Italie. Malheureusement un des bateaux  se retrouvât infesté de sirex, tout le bois présent à bord dut être pulvérisé et désinsectisé par fumigation avant de pouvoir être utilisé.
Entre 1954 et 1969 la ville était desservie par les trolleybus, exploités par la ville de Brisbane, qui suivaient Stanley Road et terminant à l'intersection de Creek Road.
Les tramways passaient le long de Old Cleveland Road et terminaient à Carina. Le tracé du Old Cleveland Road Tramway Tracks (en) est toujours visible et est inscrit au Registre patrimonial du Queensland

## Démographie
Le Recensement de la population en 2011 dénombrait 10301 habitants à Carina, dont 52,7 % de femmes et 47,3 % d'hommes. L'âge médian était de 34 ans soit trois ans de moins que le médian national.

71.6% des personnes étaient nées en Australie, s'agissant des autres pays de naissance on retrouve : la Nouvelle-Zélande avec 4,8 %, l'Angleterre avec 3,3 %, l'Inde avec 1,3 %, l'Afrique du Sud avec 0,9 %, et les Philippines avec 0,7 %.